# جی‌بی های-فای
جی‌بی های-فای (انگلیسی: JB Hi-Fi) شرکت خرده‌فروشی استرالیایی است، که در سال ۱۹۷۴ تأسیس شد.